# ليندا بي فرايد
ليندا ب. فريد (من مواليد 1949) هي طبيبة أمريكية في مجال الشيخوخة وعلم الأوبئة، وهي أيضًا أول عميدة لكلية ميلمان للصحة العامة بجامعة كولومبيا. تركز مسيرتها البحثية على الضعف والشيخوخة الصحية وكيف يمكن للمجتمع أن ينتقل بنجاح للاستفادة من الشيخوخة السكانية.

## حياتها المبكرة وتعليمها
التحقت بمدرسة هانتر كوليدج الثانوية وحصلت على درجة البكالوريوس في التاريخ من جامعة ويسكونسن ماديسون في عام 1970. حصلت على درجة الدكتوراه في الطب من كلية راش الطبية في شيكاغو في عام 1979 وعلى درجة الماجستير في الصحة من جامعة جونز هوبكنز في عام 1984، حيث عملت مع بول ويلتون. تدربت في الطب الباطني في مركز راش بريسبيتيريان-سانت لوك الطبي في شيكاغو. وسعت نطاق تركيزها بعد تدريب الزمالة في الطب الباطني ليشمل كبار السن وحصلت على زمالة في برنامج طب الشيخوخة في هوبكنز.